# منظمة البرهان الخيرية
منظمة البرهان الخيرية هي مؤسسة خيرية عراقية غير ربحية، أسست من أجل إعادة بناء وتأهيل دولة العراق، وتهدف المؤسسة إلى إصلاح مخلفات الحرب التي شهدتها العراق طيلة السنوات الماضية وتحسين جودة المعيشة للمواطنين العراقيين، وذلك بتوفير السكن اللائق، التغطية الصحية، الوصول إلى التعليم، التسهيلات والمقاولات في العديد من المجالات الخيرية.

## مشاريع
وتشارك المؤسسة في كل المشاريع الهادفة لإعادة تأهيل وبناء العراق، سواء كانت ذات بعد إنساني، ثقافي أو حتى معماري، وخاصة المعالم الدينية والتاريخية.
و من بين الأنشطة الخيرية والمعالم التي تم ترميمها من قبل مؤسسة البرهان الخيرية ما يلي:
- مرقد السيدة رقية، ابنة الإمام الحسن في مدينة نجف.
- مسجد تاج الدين، الذي تم إصلاحه بين فترة أيلول 2012 إلى تموز 2013، وكما تم تزويده بمولدات الطاقة الكهربائية وبالماء الصالح للشرب، وكذلك تهيئة مرافق الوضوء.
- دعم الأسر النازحة، ونذكر على سبيل المثال لا الحصر، واقعة تموز 2014، عقب اشتداد النزاع والعنف في شمال العراق، مما أجبر أكثر من 300 مواطن عراقي على النزوح وترك منازلهم بمدينة الموصل خلال شهر رمضان المبارك، بحثاً عن ملاذ آمن في مدينة نجف، وقد تكلفت مؤسسة البرهان الخيرية باتخاذ إجراءات فورية وبدعم هذه الأسر بنقلها لضريح السيدة رقية، وإمدادها بالمواد الغذائية الأساسية والملابس، وبالإضافة إلى وجبات الإفطار الرمضانية طيلة شهر رمضان المبارك.
- تأهيل دور الأيتام والعناية بالطفولة، ومنها "دار البراعم لرعاية الأيتام"، الواقعة جنوب شرق بغداد في الكوت، بحيث بعد زيارة مؤسس مؤسسة البرهان الخيرية للملجأ سنتي 2012 و2013 تم تحديد مختلف الاحتياجات والمتطلبات، لتتكفل المؤسسة بتوفير أماكن نوم جديدة ونظيفة، العديد من الأسِّرة الجديدة، إعادة تأهيل وترميم ساحة لعب الأطفال، توزيع أحذية رياضية، تزويد الملجأ بخدمة الأنترنت وبمجموعة من أجهزة الكمبيوتر المكتبية عالية الجودة، وذلك من أجل توفير مقومات العيش الكريم لأطفال الملجأ ودعمهم على العطاء والمواطنة.
- مشروع مساكن أسماء الله الحسنى، وهو عبارة عن مشروع سكني وبدء العمل بتنفيذه في تموز 2014. تهدف المؤسسة من خلاله إلى توفير 99 منزل مطابق لمواصفات ومتطلبات السلامة والأمان بالمجان للأشخاص المحتاجين في منطقة الكوت.
- إعادة تأهيل الطريق المؤدية لمطار بغداد الدولي، وذلك بإزالة الحطام، النفايات وجميع مخلفات الحرب التي شهدتها العراق، إضافة إلى إصلاح الطريق وملأ الحفر ووضع العلامات الطرقية، مما أعطى للشارع رونقاً أوروبياً جميلاً يليق بمقام المدينة والمواطنين.
- مشروع مساكن سُوَر القرآن، وهو عبارة عن مشروع سكني آخر بمنطقة الكوت، يُمكّن الأسر المحتاجة من الحصول على منزل بالمجان، وذلك بهدف توفير مقومات العيش الكريم لهذه الأسر ودعم أطفالها خاصة بالنسبة للأرامل والأيتام، وقد تمت التبرع ب 114 منزلاً منذ الانطلاق الفعلي للمشروع في اذار 2017.
- مركز عماد البرهان لمحو الأمية، الذي خلقت المؤسسة من خلاله فرصة حقيقية لمختلف سكان المناطق النائية في العراق من أجل التعلم ومحو الأمية مجاناً، وقد شهد هذا المشروع تقدماً ملحوظاً مع تزايد عدد طلبات التسجيل والمستفيدين.
- برنامج الدعم المالي، إيماناً من مؤسسة البرهان الخيرية بمحاربة الفقر وتقليص الفوارق الاجتماعية، تسعى المؤسسة إلى تقديم دعم مالي شهري ومساعدة مختلف الطبقات الاجتماعية العراقية، وخاصة عائلات شهداء قوات الحشد الشعبي الذين ضحوا بحياتهم من أجل إنقاذ البلاد والدفاع عن المدنيين.